# 新田健太
新田 健太（にった けんた、1985年8月22日 - ）は、日本の俳優。大阪府出身。ジャパンアクションエンタープライズ所属。ジャパンアクションエンタープライズ第40期生リーダー。

## 人物
清風中学校・高等学校剣道部時代は、大阪高等学校総合体育大会や国民体育大会近畿ブロック大会で優勝、明治大学体育会剣道部では全日本学生剣道優勝大会団体で3位入賞を果たした剣道家である。俳優になって以降、競技から離れていたが、剣道経験者の俳優仲間で「俳優剣道部」を組織し活動を再開している。
2019年11月23日、女優の長谷部優と結婚。2022年6月23日に第1子誕生を発表した。

## 出演作品

### テレビドラマ
- 大河ドラマ（NHK）
  - 龍馬伝（2010年）
  - 麒麟がくる（2020年）[3]
  - 青天を衝け（2021年）[4]
  - どうする家康（2023年） -伴与七郎 役 [5]
- SPEC〜警視庁公安部公安第五課 未詳事件特別対策係事件簿〜 第1話（2010年10月8日、TBS） - SAT 役[6]
- 悪党〜重犯罪捜査班 事案8（2011年3月25日、ABC・テレビ朝日） - 白衣の刺客 役[6]
- 戦国★男士（2011年10月1日 - 2012年3月24日、TVK） - 白河義親 役[6]
- ダーティ・ママ! 第1話（2012年1月11日、日本テレビ） - コンビニ強盗犯 役[6]
- クロヒョウ2 龍が如く〜阿修羅編〜（2012年、TBS） - 阿修羅メンバー 役[6]
- スペシャルドラマ 味いちもんめ（2013年5月11日、テレビ朝日） - スタッフ 役[6]
- SPEC〜零〜（2013年10月23日、TBS） - SIT隊 役[6]
- 三匹のおっさん（2014年、テレビ東京） - アクションクルー
- ドラマW MOZU Season2〜幻の翼〜 第2話（2014年7月6日、WOWOW） - 看守 役
- 三匹のおっさん2（2015年、テレビ東京） - 銭谷 役[6]、剣道指導
- ヤメゴク〜ヤクザやめて頂きます〜（2015年、TBS）
- ど根性ガエル（2015年、日本テレビ） - アクションクルー
- HiGH&LOW シーズン1（2015年、日本テレビ） - 鬼邪高校メンバー 役[6]
- 鼠、江戸を疾る2 第3回（2016年4月28日、NHK） - 浪人 役
- とと姉ちゃん 第61話・第62話（2016年6月13日・14日、NHK） - 男性客 役[6]
- レンタル救世主（2016年、日本テレビ） - アクションクルー
- 三匹のおっさん3 第5話（2017年2月17日、テレビ東京） - 若い男 役[6]
- デジタル・タトゥー（2019年、NHK） - 杉野健吾 役[6]
- 映像研には手を出すな! 第參話 - 第伍話（2020年4月19日 - 5月3日、TBS） - アクションクルー
- 太陽は動かない -THE ECLIPSE-（2020年6月7日 - 28日、WOWOW）
- SUITS/スーツ2 第12話（2020年9月28日、フジテレビ） - 黒崎浩司 役
- 記憶捜査2〜新宿東署事件ファイル〜 第1話・4話・5話（2020年10月23日・11月13日・20日、テレビ東京） - アクションクルー
- パンドラの果実〜科学犯罪捜査ファイル〜 Season1 第8話（2022年6月11日、日本テレビ） - 石井 役
- 吉祥寺ルーザーズ 最終話（2022年6月27日、テレビ東京） - 教師 役
- 全領域異常解決室 第3話・第4話（2024年10月23日・30日、フジテレビ） - 秋葉明彦 役[7]

### 特撮テレビドラマ
- 仮面ライダーシリーズ（テレビ朝日・東映）
  - 仮面ライダーW（2009年 - 2010年）- マスカレイド・ドーパント 役（スーツアクター）
  - 仮面ライダーオーズ/OOO（2010年 - 2011年）- 警官 役、補助
  - 仮面ライダーフォーゼ（2011年 - 2012年）- 学生 役
  - 仮面ライダードライブ（2014年 - 2015年）- ロイミュード037 人間態 役[8]
  - 仮面ライダーゼッツ（2025年 - ） - 仮面ライダーゼッツ 役（スーツアクター）[9]
- スーパー戦隊シリーズ（テレビ朝日、東映）
  - 天装戦隊ゴセイジャー（2010年 - 2011年）- 魔虫兵ビービ 役（スーツアクター）
  - 海賊戦隊ゴーカイジャー（2011年 - 2012年）- レジェンド戦士[注 1]、ゴーミン[注 1]、チャラ男 役
  - 烈車戦隊トッキュウジャー（2014年 - 2015年）- サラリーマン 役[6]
  - 動物戦隊ジュウオウジャー（2016年 - 2017年）- トオル 役[6]

### 映画
- 仮面ライダーシリーズ
  - 仮面ライダー×仮面ライダー オーズ&ダブル feat.スカル MOVIE大戦CORE（2010年）
  - オーズ・電王・オールライダー レッツゴー仮面ライダー（2011年）
  - 仮面ライダー×仮面ライダー フォーゼ&オーズ MOVIE大戦MEGA MAX（2011年）
  - 仮面ライダーガヴ お菓子の家の侵略者（2025年）
- さや侍（2011年） - 同心 役[6]
- ゴーカイジャー ゴセイジャー スーパー戦隊199ヒーロー大決戦（2011年） - レジェンド戦士[注 1]、ゴーミン[注 1] 役
- SPEC〜天〜（2012年） - 部下 役[6]
- エイトレンジャー∞（2012年）
- 探偵はBARにいる2 ススキノ大交差点（2013年） - 佐山の配下 役[6]
- 劇場版 SPEC〜結〜（2013年） - アクションクルー
- ヌイグルマーZ（2014年） - アクションクルー
- Zアイランド（2015年） - ゾンビ 役[6]
- 天空の蜂（2015年） - アクションクルー[6]
- 暗殺教室〜卒業編〜（2016年）
- 映像研には手を出すな!（2020年） - アクションクルー[10]
- 望み（2020年） - アクションクルー[11]
- 滝沢歌舞伎 ZERO 2020 The Movie（2020年） - アクションクルー[12]
- 太陽は動かない（2021年）[13]
- 舞倒れ（2024年） - 鹿伏 役[14]
- 帰ってきた あぶない刑事（2024年） - 徐 役

### Vシネマ
- 仮面ライダーW RETURNS（2011年）
  - 仮面ライダーアクセル - ノブ 役[6]
  - 仮面ライダーエターナル

### 舞台
- JAEプロデュース公演
  - 第10回『残侠』（2010年10月26日 - 31日）
  - 第11回『Wipe Out -破壊-』（2011年11月22日 - 27日）
- 新宿バックストリート（2011年2月9日 - 13日、スペース・ゼロ） - 滝沢健一 役[6]
- 30-DELUX The Ninth Live『デスティニー』（名古屋公演：2011年4月29日・30日 / 大阪公演：5月14日・15日 / 東京公演：5月18日 - 22日）
- TEAM NACS ニッポン公演『WARRIOR〜唄い続ける侍ロマン』（2012年3月30日 - 6月10日） - アンサンブル[6]
- TIGER & BUNNY THE LIVE（2012年8月24日 - 9月1日） - バーナビー・ブルックス Jr.（ヒーロー） 役
- 双牙〜ソウガ〜（2012年10月4日 - 9日、シアター1010）
- 戦国BASARA - 大谷吉継 役[6]
  - 『戦国BASARA3』-瀬戸内響嵐-（東京公演：2012年11月2日 - 11日 / 大阪公演：11月16日 - 18日）
  - 『戦国BASARA3 宴弐』-凶王誕生×深淵の宴-（東京公演：2013年11月1日 - 10日 / 名古屋公演：11月15日 - 17日 / 大阪公演：11月22日 - 24日）
  - 『戦国BASARA3』-咎狂わし絆-（東京公演：2014年4月25日 - 5月18日 / 名古屋公演：5月10日・11日 / 大阪公演：5月15日 - 18日）
  - 『戦国BASARA4』（2014年10月30日 - 12月7日、東京ドームシティホール 他）
- 人狼 ザライブプレイングシアター
  - #02:BETA(SPACE)（2012年12月1日 - 16日、シアターグリーン BIG TREE THEATER） - 航海士ネイサン 役
  - #03:VILLAGE I（2013年2月5日・6日、サンモールスタジオ） - 傭兵ネイサン 役
  - #04:VILLAGE II（2013年4月24日・26日・28日・29日、上野ストアハウス） - 傭兵ネイサン 役
  - 人狼 TLPT X 新撰組 〜壬生村の狼〜（2013年6月13日 - 16日、吉祥寺シアター） - 原田左之助 役[6]
  - 人狼 TLPT X 新撰組（2014年9月9日 - 15日、CBGKシブゲキ!!） - 原田左之助 役[6]
- D'TOT 5th act【FROGー新撰組寄留記ー】（2013年2月1日 - 4日、六行会ホール） - 吉田稔麿 役[6]
- ACTOR'S TRASH ASSH×タンバリンプロデューサーズ主催『危機之介御免』（2013年4月10日 - 21日、シアターグリーン BIG TREE THEATER） - 丸橋忠弥 役[6]
- MOSH5（2013年5月28日 - 6月2日、シアターKASSAI） - 新田 役
- ミュージカル『忍者じゃじゃ丸くん』（2013年6月22日 - 30日、新宿シアターブラッツ） - カクタン 役[6]
- タンバリンプロデューサーズ第12回公演 舞台『鬼切丸』（2013年8月3日 - 11日、吉祥寺シアター） - 大嶽丸 役[6]
- 異聞天狼伝〜會津新撰組残党記〜（2013年9月4日 - 11日、スペース・ゼロ） - 石田十一郎 役[6]
- のぶニャがの野望（2013年10月2日 - 6日、六行会ホール） - 柴田キャッツ家 役[6]
- メサイア - 岸谷利也 役[6]
  - 白銀ノ章（2014年1月15日 - 19日、シアターGロッソ）
  - 紫微ノ章（2014年8月20日 - 24日、サンシャイン劇場）
- REVELATION GARDEN－スパルタクスの反乱（2014年2月22日 - 3月2日、サンシャイン劇場） - バルバロイ 役[6]
- 鬼斬（2014年12月18日 - 23日、新宿村LIVE） - モモタロウ 役[6]
- Dokeyプロデュース『サヨナラLOVERS』（2015年2月19日 - 22日、東松原Broader House） - 海藤慶次 役
- GRASPプロデュース - 許褚 役[6]
  - 龍狼伝（2015年5月2日 - 6日、銀座博品館劇場）
  - 龍狼伝 第二章（2016年4月6日 - 10日、シアター1010）
- Japan Action Enterprise『第45期研修生卒業公演』（2015年5月16日、板橋文化会館小ホール） - 特別出演
- Kitty Presents Vol.2『Little Fandango』（2015年7月8日 - 12日、あうるすぽっと） - ジーニー 役[6]
- 刻め、我ガ肌ニ君ノ息吹ヲ（2015年8月5日 - 9日、シアター1010） - 虻 役[6]
- O-keyプロデュース
  - 絶望エクスチェンジ（2015年9月11日 - 14日、中野あくとれ） - 恒平 役[6]
  - 純情スペクタクル（2016年2月16日 - 21日、劇場MOMO） - 安藤冬彦 役
  - 色即是空サイキック（2016年6月28日 - 7月4日、シアターブラッツ） - 是枝悟志 役
  - 逆鱗ディストラクション（2017年8月2日 - 6日、シアターブラッツ） - 陣之助 役[6]
- TRIBE 1st プロデュース『To Row ～二匹の狼～』（2015年11月11日 - 15日、新宿村LIVE） - 近藤勇 役
- Office Endless Presents
  - Vol.20『RE-INCARNATION RE-SOLVE』（2015年12月24日 - 29日、スペースゼロ / 2016年1月9日 - 10日、サンケイホールブリーゼ / 1月14日 - 18日、シアター1010） - 張郃 役[6]
  - 『龍よ、狼と踊れ Dragon,Dance with Wolves』、人狼TLPT×新撰組〜壬生村の狼 赤誠の巻〜（2017年3月8日 - 20日、CBGKシブゲキ!!） - 原田左之助 役[6]
  - 『人狼TLPT×新撰組外伝 ～払暁の狼～』（2017年5月17日 - 23日、全労済ホール/スペーズ・ゼロ） - 原田左之助 役（22日- 23日のみ）[6]
- 劇団スパイスガーデン実験公演『刺激的庭 Vol.2』（2016年3月8日 - 13日、下北沢ギャラリー） - 3月9日日替わりゲスト出演
- Ask Produce Vol.16『キャンプファイアー』（2016年8月3日 - 11日、シアターグリーン BOX in BOX THEATER） - 山田一樹 役[6]
- インフェルノ（2016年9月3日 - 11日、シアターGロッソ） - アンク 役[6]
- エンテナ PLAY UNION 第四回公演『あなたと私、月の舟』「我が青春の高校生クイズ」（2016年10月19日 - 23日、上野ストアハウス） - 主演・小茂田立彦 役[6]
- ミュージカル『忍たま乱太郎』 - 蜉蝣 役[6]
  - 第8弾 ～がんばれ五年生!技あり、術あり、初忍務!!～（2017年1月7日 - 22日、シアターGロッソ）
  - 第8弾再演 ～がんばれ五年生!技あり、術あり、初忍務!!～（2017年6月16日 - 7月2日、シアターGロッソ / 7月21日 - 23日、森ノ宮ピロティホール）
  - 忍術学園学園祭2017（2017年9月22日 - 24日、舞浜アンフィシアター / 9月29日 - 10月1日、森ノ宮ピロティホール）
- A.R.P『ザ・オールドボーイス』（2017年4月13日 - 16日、座・高円寺2） - 白井 役
- わんぱく彩『リトルマン・メイト～愛はソーラン、ニシンから守れ～』（2017年5月17日 - 21日、新宿村LIVE） - ニースde ヤーレン 役
- UZR-ウズラ-
  - 第一回本公演『えきものがたり』（2017年10月11日 - 15日、シアター・バビロンの流れのほとりにて） - 谷口蘭丸 役[6]
  - 第二回本公演『雨宿りにコーヒーを』（2018年6月21日 - 26日、新宿御苑サンモールスタジオ） - 日下潤一朗 役
- TEAM NACS『PARAMUSHIR〜信じ続けた士魂の旗を掲げて』（2018年2月3日 - 11日、森ノ宮ピロティホール / 2月13日 - 18日、東海市芸術劇場 / 2月22日 - 25日、ニトリ文化ホール / 3月1日 - 4日、東京エレクトロンホール宮城 / 3月9日 - 11日、福岡サンパレス / 3月14日 - 4月1日、TBS赤坂ACTシアター） - アンサンブル
- 東宝・ホリプロ主催公演『シラノ・ド・ベルジュラック』（2018年5月15日 - 30日、日生劇場 / 6月8日 - 10日、兵庫県立芸術文化センター 阪急 中ホール） - アンサンブル[6]
- SaGa THE STAGE
  - ～七英雄の帰還～（2018年9月21日、戸田市文化会館 / 10月2日 - 8日、シアター1010 / 10月17日 - 21日、サンケイホールブリーゼ） - ソウジ 役[6]
  - ～再生の絆～（2024年2月22日 - 25日、サンシャイン劇場 / 2月29日 - 3月3日、サンケイホールブリーゼ）- レオン/真の七英雄 役、殺陣指導[15]
- 鉄コン筋クリート（2018年11月18日 - 25日、天王州 銀河劇場） - 虎 役[6]
- 幽☆遊☆白書（2019年8月28日 - 9月22日、シアター1010 他） - 剛鬼 役 / アクションアシスタント[6]
- 勇者セイヤンの物語
  - (仮)（2019年10月24日 - 28日、シアター1010） - 兵士3 役 / アクションアシスタント[6]
  - (真)（2019年12月4日 - 8日、全労災ホール/スペース・ゼロ） - 8面のボス 役 / アクションアシスタント
  - (予言)（2021年1月21日 - 24日、オルタナティブシアター/2021年1月29日 - 31日、COOL JAPAN PARK OSAKA TTホール）殺陣
- 家庭教師ヒットマンREBORN! the STAGE -隠し弾（SECRET BULLET）-（2020年11月7日 - 22日、天王洲 銀河劇場・京都劇場） - ロマーリオ 役
- 遙かなる時空の中で3 - リズヴァーン 役
  - 十六夜記（2021年1月22日 - 2月7日、池袋サンシャイン劇場・大阪メルパルクホール）
  - Ultimate（2023年4月23日 - 30日、こくみん共済coopホール スペース・ゼロ）- 殺陣
- 東京リベンジャーズ - 長内信高 役
  - （2021年8月6日 - 8日、COOL JAPAN PARK OSAKA WWホール / 8月12日 - 14日、日本青年館ホール / 8月19日 - 22日、KT Zepp Yokohama）
  - －血のハロウィン編－（2022年3月18日 - 21日、COOL JAPAN PARK OSAKA WWホール / 3月25日 - 4月1日、サンシャイン劇場）
- 舞台『鋼の錬金術師』-それぞれの戦場-（2024年6月8日 - 16日、日本青年館ホール / 6月29日 - 30日、SkyシアターMBS） - フー 役[16]

### Webドラマ
- Re:名も無き世界のエンドロール 〜Half a year later〜（2021年1月29日、dTV） - 部下 役[17]
- MALICE 第6話・第7話（2023年9月14日、U-NEXT） - 多田克俊 役
- 仮面ライダー 令和のゴージャス運動会（2024年8月17日、東映特撮YouTube Official） - シミー 役[18]

### イベント
- JAE スーパーエンターテイメントライブ「白鎧亜 HAKU GAIA」（2010年9月11日 - 12日）
- JAE NAKED LIVE「がんばろう 日本！」（2011年） - ゲスト出演
- 戦国BASARA 春の陣（2013年3月30日、両国国技館） - 大谷吉継 役
- 戦国BASARA 武将祭り（2013年7月13日・14日、有明コロシアム） - 大谷吉継 役
- MBSアニメフェス2014（2014年10月11日、大阪城ホール） - バーナビー・ブルックス Jr. 役
- "BASARA CLUB" ファンミーティング2014秋 in 大阪＜夜の部＞（2014年10月12日、大阪市立こども文化センター）
- ENTERTAINMENT CITY BEPPU「TRANS CITY 2015」（2015年1月9日 - 12日、B-con Plaza コンベンションホール） - バーナビー・ブルックス Jr. 役
- 戦国BASARA『バサラ祭2015 ～冬の陣～』（2015年2月1日、日本武道館） - 大谷吉継 役
- コニケンの仲良しトークショー（2015年9月19日、音楽の友ホール）
- 平山佳延＆加藤凛太郎バースデーイベント(仮)（2016年4月20日、ステージカフェ下北沢亭） - ゲスト出演
- 六本木康弘・新田健太・渡辺隼斗の大人な誕生日会（2016年8月21日、ザ☆キッチンNAKANO）
- 龍寿 〜Dragons Lifetime〜（2017年2月20日、パークサイドタブレス） - 第一部ゲスト出演
- わんぱく彩『リトルマン・メイト プレイベント』（2017年4月23日、響きの森文京公会堂 文京シビックホール 小ホール） - ニースde ヤーレン 役
- CAST SIZE SPECIAL TALK EVENT（2017年8月12日、shibuya eggman）
- JUSTICE FESTIVAL in ナンジャタウン『バースデーヒーロー握手会』（2017年10月31日、ナムコ・ナンジャタウン） - バーナビー・ブルックス Jr. 役
- オーディオドラマ「トラフィックチューン」リリース記念イベント（2017年11月11日、日本芸術専門学校）
- Office Endless Presents『バカどれ2017』（2017年12月29日、全労済ホール/スペース・ゼロ）
- GRASP produce vol.13『UZRまったり会 2018』〜えきものがたりから新たな世界へ〜（2018年3月5日、スタジオVAD） - 第一部ゲスト出演

### PV
- AKB48「フライングゲット」（2011年、King Record）[6]
- 中島美嘉×加藤ミリヤ「Fighter」（2014年、Sony Music）[6]

### CM
- 千葉銀行（2014年） - 行員 役[6]
- 株式会社ヴィアックス（2020年）[19]

### ネットムービー
- JAEオリジナル ショートムービー「華麗なる追跡2 〜Dファイル〜」（2015年） - 男B 役

### その他
- JAEチャンネルVol.8『華麗なる追跡2～Dファイル～監督がやってくる!?』（2015年11月21日、ニコニコ生放送）
- 「龍よ、狼と踊れ Dragon,Dance with Wolves」特別番組（2017年2月18日、FRESH!舞台公式CH）
- JAEチャンネルVol.23『第3回J-LYMPIC』（2017年2月25日、ニコニコ生放送）
- セブンスキャッスルチャンネル『人狼TLPTセブンスエデン 第30回』（2017年2月26日、ニコニコ生放送）
- SECRET BACK STAGE 32（2017年10月5日、ニコニコ生放送）
- 第3回『深夜のキマグレ狼〜田口と澤田よ、ゲストと踊れ〜』（2018年1月4日、SHOWROOM）
- JAEチャンネルSP『アニメイトコラボ「あなたのグッズを守り隊」イベント告知！！』（2018年5月11日、ニコニコ生放送）
- SECRET BACK STAGE 40（2018年6月16日、ニコニコ生放送）

## 主な殺陣指導作品

### 舞台
- タンバリンプロデューサーズ第12回公演 舞台『鬼切丸』（2013年8月3日 - 11日、吉祥寺シアター）殺陣補佐
- 人狼 TLPT X 新撰組 〜壬生村の狼〜（2013年6月13日 - 16日、吉祥寺シアター）殺陣
- O-keyプロデュース
  - 絶望エクスチェンジ（2015年9月11日 - 14日、中野あくとれ）殺陣 　
  - 純情スペクタクル（2016年2月16日 - 21日、劇場MOMO）殺陣 　
  - 色即是空サイキック（2016年6月28日 - 7月4日、シアターブラッツ）殺陣
- GRASPプロデュース 龍狼伝 第二章（2016年4月6日 - 10日、シアター1010）殺陣
- UZR-ウズラ- 
  - 第一回本公演『えきものがたり』（2017年10月11日 - 15日、シアター・バビロンの流れのほとりにて） 殺陣 　
  - 第二回本公演『雨宿りにコーヒーを』（2018年6月21日 - 26日、新宿御苑サンモールスタジオ） 殺陣
- 鉄コン筋クリート（2018年11月18日 - 25日、天王州 銀河劇場）殺陣補佐
- SaGa THE STAGE～七英雄の帰還～（2018年9月21日、戸田市文化会館 / 10月2日 - 8日、シアター1010 / 10月17日 - 21日、サンケイホールブリーゼ）殺陣
- 幽☆遊☆白書
  - （2019年8月28日 - 9月22日、シアター1010 他） 殺陣補佐
  - 其の弐（2020年12月4日 - 15日、品川プリンスホテル　ステラボール 他） 殺陣補佐
- 勇者セイヤンの物語
  - (仮)（2019年10月24日 - 28日、シアター1010）殺陣補佐
  - (真)（2019年12月4日 - 8日、全労災ホール/スペース・ゼロ） 殺陣
  - (予言)（2021年1月21日 - 24日、オルタナティブシアター/2021年1月29日 - 31日、COOL JAPAN PARK OSAKA TTホール）殺陣
- 「FINAL FANTASY BRAVE EXVIUS」THE MUSICAL　　(2020年3月6日 - 15日、天王洲 銀河劇場/2020年3月20日 - 29日、AiiA 2.5 Theater Kobe※公演中止)　殺陣
- 「ROAD59 -新時代任侠特区-」摩天楼ヨザクラ抗争（2021年4月15日 - 18日、KAAT神奈川芸術劇場 ホール）殺陣
- 東京リベンジャーズ
  - （2021年8月6日 - 8日、COOL JAPAN PARK OSAKA WWホール / 8月12日 - 14日、日本青年館ホール / 8月19日 - 22日、KT Zepp Yokohama）アクション
  - －血のハロウィン編－（2022年3月18日 - 21日、COOL JAPAN PARK OSAKA WWホール / 3月25日 - 4月1日、サンシャイン劇場）アクション
  - ー聖夜決戦編－（2023年12月22日 - 25日、東大阪市文化創造館 Dream House 大ホール / 12月29日 - 2024年1月8日、品川プリンスホテルステラボール）アクション
  - ー天竺編－（2024年8月29日 - 31日、森ノ宮ピロティホール / 9月4日 - 9月16日、IMM THEATER）アクション
  - ーThe LAST LEAP－（2025年6月26日 - 29日、COOL JAPAN PARK OSAKA WWホール / 7月3日 - 10日、KAAT 神奈川芸術劇場〈ホール〉）アクション
- 「終末のワルキューレ」〜The STAGE of Ragnarok〜（2021年11月27日 - 5日、こくみん共済 coop ホール／スペース・ゼロ）殺陣
- BASARA（2022年1月13日 - 23日、シアターサンモール）殺陣
- 中島鉄砲火薬店（2022年1月20日 - 27日、新国立劇場小劇場）殺陣
- NIGHT HEAD 2041-THE STAGE-（2022年7月1日 - 10日、シアターGロッソ）殺陣
- ワールドトリガー the Stage
  - 大規模侵攻編（2022年8月5日 - 14日、品川プリンスホテルステラボール他）殺陣
  - B級ランク戦開始編（2023年8月5日 - 6日、シアター1010/2023年8月10日 - 13日、サンケイホールブリーゼ/2023年8月18日 - 27日、天王洲銀河劇場）殺陣
  - ガロプラ迎撃編（2024年10月25日 - 11月4日、シアターH/2024年11月9日 - 10日、キャナルシティ劇場/2024年11月15日 - 17日、COOL JAPAN PARK OSAKA WWホール/2024年11月22日 - 24日、天王洲 銀河劇場）殺陣
  - B級ランク戦最終決戦編（2025年4月12日 - 20日、日本青年館ホール/2025年4月24日 - 27日、COOL JAPAN PARK OSAKA WWホール/2025年5月2日 - 11日、シアターH）殺陣
- リコリス・リコイル
  - （2023年1月7日 - 15日、天王洲銀河劇場）アクション
  - Life won’t wait.（2024年6月7日 - 16日、シアターGロッソ）アクション
- 鋼の錬金術師
  - （2023年3月8日 - 12日、新歌舞伎座/2023年3月17日 - 26日、日本青年館ホール ）殺陣
  - -それぞれの戦場-（2024年6月8日 - 16日、日本青年館ホール / 2024年6月29日 - 30日、SkyシアターMBS）殺陣
- 遙かなる時空の中で3 Ultimate（2023年4月23日 - 30日、こくみん共済coopホール スペース・ゼロ）殺陣
- ブラッククローバー the Stage（2023年9月14日 - 18日、シアター1010/2023年9月22日 - 24日、KAAT神奈川芸術劇場）殺陣
- TEAM NACS Solo Project 5D2 -FIVE DIMENSIONS II-幾つの大罪〜How many sins are there？〜(2023年2月18日-2月26日、サンシャイン劇場)　殺陣
- IMM THEATER こけら落とし公演 「斑鳩の王子 ー戯史 聖徳太子伝ー(2024年1月10日- 2024年2月18日、IMM　THEATER・シアター・ドラマシティ）殺陣指導
- Route Theaterこけら落とし公演「ギャングアワー」(2024年4月16日-4月21日、Route Theater）アクション指導
- TEAM NACS Solo Project 5D2 -FIVE DIMENSIONS II-死の笛（2024年7月24日-2024年7月28日、COOL JAPAN PARK OSAKA TT ホール）殺陣指導
- 前田慶次 かぶき旅 STAGE&LIVE～肥後の虎・加藤清正編～(2024年9月27日- 2024年11月4日、シアターH・サンケイホールブリーゼ)殺陣
- ミュージカル「チョコレート・アンダーグラウンド」(2025年6月5日- 2025年6月29日、よみうり大手ホール・森ノ宮ピロティホール・富山県民会館ホール)殺陣

### テレビドラマ
- ダーティ・ママ(2012年、日本テレビ）アクション補佐
- 三匹のおっさんシリーズ（2014年 - 2019年、テレビ東京）アクション補佐/剣道指導
- 水族館ガール(2016年、NHK)アクション補佐
- 記憶捜査2~新宿東署事件ファイル　第1話（2020年10月23日、テレビ東京）アクションコーディネーター

### WEBドラマ
- SPECサーガ黎明編「Knockin’on 冷泉’s SPEC Door」第3話(2021年、Paravi）アクションコーディネーター
- パンドラの果実-化学犯罪捜査ファイル-season2-（2022年、日本テレビ・Hulu）アクションコーディネーター

### 映画
- 東京リベンジャーズ２　血のハロウィン編　-運命-／-決戦-（2023年、ワーナー・ブラザース）アクションコレオグラファー
- おそ松さん（2022年、東宝）アクションコレオグラファー
- 太陽は動かない（2021年、ワーナー・ブラザース）アクション補佐
- 天空の蜂(2015年、松竹) アクション補佐